# 18세기 프랑스 문학
18세기 프랑스 문학은 흔히 두 날짜로 구분되는데, 1715년 루이 14세의 죽음을 그 시작으로, 1799년 보나파르트 나폴레옹의 쿠데타를 그 끝으로 본다. 경제, 사회, 사상, 정치적 변화의 세기인 18세기의 작품들은 크게 두 사조로 나눌 수가 있는데, 사회의 근본에 의구심을 던지는 계몽주의 운동이 있는 반면에, 한편으로는 후대에 전낭만주의(préromantique)라 불릴 감수성의 태동이기도 했다.

## 계몽사상
17세기말부터 교회·귀족·왕권 등 전통적인 권위가 쇠퇴함에 따라 이성의 활동이 활발해졌는데, 먼저 이성은 기존 질서의 핵심과도 같았던 신앙의 원리를 쓰러뜨리려고 했다. 이러한 합리주의적 비판 작업은 두 선구자에 의해 이루어졌다. 퐁트넬은 〈신탁의 역사〉에서 "이성에 의하지 않고서는 아무것도 믿어서는 안 된다"고 했고, 피에르 벨(1647~1706)은 〈역사와 비평의 사전 Dictionnaire historique et critique〉(1697)으로 합리주의를 발전시켰다. 계몽시대 최초의 위대한 철학자 몽테스키외(1689~1755)는 〈페르시아인의 편지 Lettres persanes〉(1721)에서 프랑스의 여러 가지 제도와 풍습을 풍자하고 비판했다. 그의 〈로마인의 위대함과 그 쇠락의 원인에 관한 고찰 Considérations sur les causes de la grandeur des Romains et de leur décadence〉(1734)은 합리적이고 과학적인 역사의 기초를 세웠으며, 〈법의 정신 De l'esprit des lois〉(1748)은 삼권분립이라는 영국의 헌법 이론을 소개함으로써 전제정치를 뒤흔들어 놓았다. 
볼테르(1694~1778)는 시인·극작가·역사가·철학자·소설가로서 60년간 프랑스의 지적 지도자 역할을 했다. 그는 〈철학 서간 Lettres philosophiques〉(1734)에서 영국을 정치적·종교적·철학적인 자유국가로 소개했는데, 이는 전제주의와 가톨릭교에 대한 최초의 폭탄과도 같은 것이었다. 그는 훗날 〈신앙자유론 Traité sur la tolérance〉(1763)·〈철학사전 Dictionnaire philosophique〉(1764)에서 더 직접적으로 가톨릭 교회를 공격했다. 또한 〈자디그 Zadig〉(1747)·〈캉디드 Candide〉(1759)·〈랭제뉘 L'lngénu〉(1767) 등과 같은 철학적 소설에서는 사회의 불의, 형이상학적 낙관주의, 정치의 부패 등을 고발했다.
18세기 후반에 철학자들의 그룹이 조직되어 합리적인 철학의 '총화'와도 같은 〈백과전서 Encyclopédie〉(1751~72)를 펴냄으로써 이성의 승리를 가져다주었는데, 주요편집자는 달랑베르(1717~83)와 드니 디드로(1713~84)였다. 디드로는 연극이론가이자 극작가이고 〈라모의 조카 Le Neveu de Rameau〉(1805, 1821, 1891)·〈운명론자 자크 Jacques le fataliste〉(1796)를 쓴 당대의 위대한 반소설(anti-roman) 작가이자 프랑스 최초의 미술 비평가(〈미술 비평 Salons〉, 1759~81)였는데, 무신론자로서 기독교 도덕을 공격했다. 
진보를 믿었던 18세기 계몽시대의 모든 철학자들과는 달리 장자크 루소(1712~78)는 진보에 이론(異論)을 제기했다. 그는 〈학예론 Discours sur les sciences et les arts〉(1750)에서 자연은 선하나 문명은 그것을 타락시켰다고 주장했다. 또 〈인간 불평등 기원론 Discours sur l'origine de l'inégalité〉(1755)에서는 불평등의 기원인 사유재산제도에 기초를 둔 현대 사회 질서의 부정을 고발했다. 그의 〈사회계약론 Le Contrat social〉(1762)은 27년 후 혁명가들의 코란이 되었고, 인권과 시민의 권리선언을 낳게 했다.

## 연극
18세기 전반에는 모든 장르의 예술이 타락했는데 특히 비극이 그러하여, 볼테르의 비극들, 즉 〈자이르 Zaïre〉(1732)·〈메로프 Mérope〉(1743) 외에는 볼 만한 것이 없었다. 희극은 비극보다 훌륭하다. 희극 작가로는 〈튀르카레 Turcaret〉(1709)를 쓴 알랭 르네 르사주(1668~1747)에 이어 피에르 마리보(1688~1763), 피에르 오귀스탱 카롱 드 보마르셰(1732~99)가 등장한다.
마리보는 30편 이상의 희극을 썼으며, 대부분이 복잡하고 미묘한 연애심리를 그렸는데, 문체가 매우 세련되어 훗날 이런 문체를 '마리보다주'라고 불렀다. 주요작품은 〈사랑으로 닦여진 아를캥 Arlequin poli par l'amour〉(1720)·〈사랑의 놀라움 La Surprise de l'amour〉(1722)·〈사랑과 우연의 장난 Le Jeu de l'amour et du hasard〉(1730) 등이 있다.
보마르셰의 걸작으로는 사회·정치 풍자극 〈세비야의 이발사 Le Barbier de Séville〉(1775)·〈피가로의 결혼 Le Mariage de Figaro〉(1784) 등이 있다.
18세기 연극에는 '드라마'(le drame)라는 새로운 장르가 태어났다. 관객의 감정에 변화가 생겨 순수한 웃음 대신 감동을 좋아하게 되었는데 이 새로운 취미를 만족시키기 위해 희극은 진지해지고 '눈물을 자아내는 희극'(comédies larmoyantes)으로 바뀌어, 특수한 신분과 가정의 고민을 다루는 드라마가 된 것이다(감상적 희극). 드라마의 이론은 디드로의 〈사생아에 관한 대담 Entretion sur le fils naturel〉(1757)에 의해 정립되었으며, 그 예로는 니벨 드 라 쇼세(1691~1754)의 〈유행의 편견 Préjugé à la mode〉(1735) 등이 있으나, 미셸 장 스덴(1719~97)이 쓴 〈자신도 그런 줄 모르는 철학자 Le Philosophe sans le savoir〉(1765)가 가장 훌륭한 드라마로 평가되고 있다.

## 시
볼테르는 서사시·철학시·풍자시 등 온갖 장르에서 뛰어난 시인이었다. 그러나 18세기 최대의 시인은 단두대에 목이 잘린 앙드레 셰니에(1762~94)인데, 그의 격렬한 〈풍자시 Iambes〉(1819)는 옥중에서 쓴 것이다.

## 소설
18세기에는 소설이 크게 발달했다. 몽테스키외는 〈페르시아인의 편지〉(1721)에서 철학적 소설양식을 창조했다. 그 후 거의 모든 계몽사상가들이 그것을 즐겨 사용했는데, 특히 루소는 그의 방대한 서간체 소설 〈신(新)엘로이즈 La Nouvelle Héloïse〉(1761)에서 사회적·도덕적 문제들을 제기하고 있다.
르사주는 〈절름발이 악마 Le Diable boiteux〉(1707)와 특히 〈질 블라스 Gil Blas〉(1715~35)에서 사실주의적 소설을 창조했다. 〈질 블라스〉는 한 청년의 파란 많은 일생을 그린 것인데, 프랑스 문학에서 가장 성공한 악한소설(roman picaresque) 중 하나이다. 레스티프 드 라 브르톤(1734~1806) 역시 사실주의 작가로서 농민, 도시 서민, 파리 사회 등을 그렸다.
심리소설 또는 감성소설은 마리보의 〈마리안의 일생 La Vie de Marianne〉(1731~41)과 아베 프레보(1697~1763)의 〈마농 레스코 Manon Lescaut〉(1731)에 의해서 대표된다. 베르나르댕 드 생 피에르(1737~1814)의 〈폴과 비르지니 Paul et Virginie〉(1788)도 이 감성 문학 계열에 속한다. 이 작품은 열대의 이국적 배경 속에서 펼쳐지는 한 편의 전원시이다.
코데를로스 드 라클로(1741~1803)의 서간체 소설 〈위험한 관계 Les Liaisons dangereuses〉(1782)는 상류사회의 타락한 남녀관계를 분석한 걸작이다.
끝으로 사드 후작(1740~1814)의 소설 〈쥐스틴, 또는 미덕의 불운 Justine ou les malheurs de la vertu〉(1791)은 '새디즘'이라는 말이 생길 정도로 음란하고 잔인한 것으로 유명하다.
18세기에서 빠뜨릴 수 없는 것은 자전적 회고록이다. 생 시몽 공작(1675~1755)의 〈회상록 Mémoires〉은 부정확한 기록이 많지만 예술적 가치가 매우 높다. 루소의 〈고백록 Confessions〉(1765~70)은 성실한 자기 분석서로서, 자아를 토로하는 낭만주의의 길을 열었으며, 〈고독한 산책자의 몽상 Rêveries d'un promeneur solitaire〉(1776~78)은 추억과 명상과 몽상의 연속으로서 〈고백록〉의 후편이라 할 수 있다.